# Філісія Джордж
Філісія Джордж (нім. Phylicia George) — канадська легкоатлетка, бобслеїстка, олімпійська медалістка. 
Бронзову олімпійську медаль Джордж виборола на Пхьончханській олімпіаді 2018 року в змаганнях на бобах-двійках. Її партнеркою була Кайлі Гамфріс.
Як легкоатлетка Джордж спеціалізується в бар'єрному бігові на 100 метрів, брала участь в чемпіонатах світу та в Лондонській олімпімпіаді 2012 року і Олімпіаді 2016 року в Ріо-де-Жанейро, потрапляла в фінали, але залишалася без медалей. 2016 року вирішила на зимовий сезон перейти в бобслей.

## Зовнішні посилання
- Досьє на сайті IBSF [Архівовано 18 березня 2018 у Wayback Machine.]
- Досьє на сайті IAAF [Архівовано 18 березня 2018 у Wayback Machine.]

## Виноски
1. ↑  Olympedia — 2006.
2. ↑  http://www.washingtonpost.com/blogs/london-2012-olympics/wp/2012/08/07/live-day-11-usain-bolt-gabby-douglas-aly-raisman-lolo-jones-misty-may-treanor/
3. ↑  http://www.sporting-heroes.net/athletics/canada/phylicia-george-12125/sixth-place-at-2012-olympic-games_a30393/
4. ↑  http://www.bbc.co.uk/sport/olympics/2012/athletes/9a7d44cd-1905-4009-955b-7e7e8892b1d8
5. ↑  World Athletics database
6. ↑  http://athleticsfestival.com/phylicia-george
7. ↑  Two-woman results (PDF). Архів оригіналу (PDF) за 21 лютого 2018. Процитовано 18 березня 2018. [Архівовано 2018-02-21 у Wayback Machine.]